# GBR Antenna Italia
Antenna Italia rappresenta il primo esperimento in ordine cronologico di rete radiofonica privata commerciale diffusa in diretta nazionale in Italia.

## Storia
Nella primavera del 1980 l'emittente radiofonica privata romana GBR Radio, creata sei anni prima dall'imprenditore Giovanni Del Piano e all'epoca ai primi posti nei rilevamenti di ascolto nella capitale, si distacca dalla consorella GBR che resta guidata dal fondatore, per passare ad altro gruppo romano.
La nuova proprietà ha progetti di ampliamento e trasferisce la sede degli studi all'ultimo piano della struttura denominata Spazio Parco, all'ottavo Km. della Via Trionfale, che già ospita i nuovi studi di GBR Televisione e della nascente PIN (Primarete Indipendente) che fa capo all'editore Rizzoli.   
La direzione artistica viene affidata a Marcello Casco, autore e conduttore radiofonico di grande esperienza proveniente dalla RAI. Lo coadiuvano gli amici Paolo Lepore   e Paolo Moroni, esperto discografico, 
Il progetto è quello di realizzare la prima rete radiofonica commerciale a livello nazionale in diretta FM.
Fino ad allora, infatti, i pochi network radiofonici (Radio Elle, Radio Luna e Radio in, tutti romani) si erano basati sulla mera trasmissione in contemporanea da parte delle emittenti consorziate di programmi registrati su nastro. La difficoltà tecnica di interconnettere attraverso ponti radio i vari impianti su scala nazionale, nonché alcune incognite a livello normativo, avevano impedito la nascita di radio nazionali commerciali vere e proprie.
L'esperimento durerà meno di un anno, dall'autunno del 1980 all'estate del 1981. Alla base dell'insuccesso dell'iniziativa sarà principalmente la mancanza di una struttura in grado di garantire una raccolta pubblicitaria proporzionata al potenziale bacino d'utenza della rete, nonché la tiepida accoglienza di un'audience spiazzata dal posizionamento artistico dell'emittente, a metà tra le radio locali dell'epoca e i canali radio RAI in Onde Medie. Il declino di Antenna Italia trascinerà con sé anche la capostipite GBR Radio, i cui impianti di diffusione sulla frequenza storica di 102.5 MHz verranno ceduti a Radio Radicale (che, ironia della sorte, sarà proprio la prima rete realmente nazionale a trasmettere in diretta, attraverso il cavo telefonico), mentre la testata, rilevata da Marcello Casco, verrà riesumata dall'ex direttore artistico in una piccola syndication denominata GBR Radio Corporation.

## Struttura della rete
La neonata Antenna Italia, sfrutta come dorsale tecnica il cosiddetto canale audio di sottoportante dei ponti di collegamento della rete televisiva Elefante Tv (gruppo Marcucci) che già copre con il suo segnale numerose regioni. Come primi bacini da servire attraverso semplici ripetitori registrati come testate radiofoniche nelle rispettive città, vengono individuati quelli di Milano e provincia (Radio Grattacielo, in realtà emittente formale, in quanto mero ripetitore della SIT posto sul grattacielo Breda di Milano con un'emissione estemporanea intorno ai 90 MHz totalmente priva di autonomia editoriale), Bologna e provincia (Radio Express 2), della Toscana centrale (Radio Monte Pizzorne), nonché per alcune ore della giornata attraverso un accordo con l'emittente locale indipendente Radio Antenna Capri, anche buona parte della Campania, oltre naturalmente il bacino di Roma e provincia già servito da GBR Radio.
Inoltre, nelle ore non occupate dalla trasmissioni televisive, il segnale audio di Antenna Italia è ricevibile sugli apparecchi televisivi di altre province, come sottofondo al monoscopio di Elefante TV secondo una tecnica in uso in quegli anni.

## Palinsesto
Marcello Casco creerà per l'emittente un palinsesto ibrido, con alcune strisce quotidiane tipiche della radiofonia privata di quegli anni (dediche, quiz, oroscopo ecc.) e trasmissioni di intrattenimento (alcune delle quali condotte dallo stesso Casco) vicine allo stile RAI, come quella della domenica mattina affidata all'attore brillante romano Enzo Liberti, già noto al grande pubblico come spalla della coppia Vianello-Mondaini nei loro varietà televisivi.
La trasmissione di quiz della mattina Il ponte sul fiume Quiz condotta da Emanuela Spada, che prevede l'intervento in diretta telefonica degli ascoltatori, verrà utilizzata come "termometro" della ricevibilità della rete nelle varie regioni servite anche attraverso l'audio televisivo, nonché come prova tangibile per gli ascoltatori della diretta su scala nazionale. Nessun consorzio radiofonico infatti, per la mancanza della diretta, era allora in grado di mandare in onda trasmissioni con interventi telefonici degli ascoltatori. Tra gli altri appuntamenti quotidiani la lunga trasmissione di dediche condotta da Paola Taverna, l'angolo della musica popolare con Antonella Casco e gli spazi pop rock proposti da Fabrizio Monti e Massimo Secci.
In pieno stile RAI gli annunci ufficiali della rete: al posto di jingles cantati lo Station ID di Antenna Italia ha la voce inconfondibile di Marco Raviart, storico speaker RAI degli anni sessanta, e le trasmissioni in diretta si chiudono alla mezzanotte con l'inno di Mameli e l'annuncio della programmazione musicale notturna, sulla falsariga dell'annuncio del Notturno Italiano delle reti radio RAI.
Il palinsesto di Antenna Italia nasce invece privo di una trasmissione informativa. La lacuna sarà in parte colmata qualche mese dopo attraverso un accordo con PIN Primarete Indipendente, ritrasmettendo radiofonicamente in contemporanea con la diffusione televisiva il telegiornale Contatto diretto da Maurizio Costanzo e condotto da lui con Marco Raviart, anch'esso, ironia della sorte, destinato a chiudere i battenti nell'estate del 1981.